# Hubert Constant
Hubert Constant OMI (* 18. September 1931 in Camp-Perrin; † 23. September 2011 in Canape-Vert) war ein haitianischer Ordensgeistlicher und römisch-katholischer Erzbischof von Cap-Haïtien. Er war von 1999 bis 2005 auch Präsident der haitianischen Bischofskonferenz.

## Leben
Hubert Constant trat 1955 der Ordensgemeinschaft der Oblaten (OMI) bei und empfing am 15. September 1958 die Priesterweihe. Er wirkte in der Pfarrseelsorge in Cap-Haïtien, Les Cayes and Port-au-Prince. Des Weiteren wirkte er als Lehrer und Direktor am kleinen Seminar Saint-Eugène de Mazenod in Camp-Perrin. Ab 1979 war er Direktor des College Saint-Jean in Les Cayes.
1981 wurde er für zwei Amtsperioden, sechs Jahre, zum Provinzial der haitianischen Ordensprovinz ernannt. Von 1987 bis 1991 leitete er das Scholastikat der Provinz.
Papst Johannes Paul II. ernannte ihn am 31. Januar 1991 zum Bischof der neu errichteten Diözese Fort-Liberté. Die Bischofsweihe spendete ihm der Erzbischof von Cap-Haïtien, François Gayot SMM, am 7. April desselben Jahres; Mitkonsekratoren waren Jean Alix Verrier, Bischof von Les Cayes, und Willy Romélus, Bischof von Jérémie. 
Am 5. November 2003 wurde er zum Erzbischof von Cap-Haïtien ernannt. Während der Entmachtung Jean-Bertrand Aristides im Jahre 2004 mahnte Erzbischof Constant die Konfliktparteien eindringlich, auf Gewaltanwendung zu verzichten. Am 1. März 2008 nahm Papst Benedikt XVI. sein altersbedingtes Rücktrittsgesuch an. Er starb an den Folgen eines Herzinfarkts.